# Theodor-Körner-Preis
Der Theodor-Körner-Preis zur Förderung von Wissenschaft und Kunst wird alljährlich an circa 15 bis 20 junge Wissenschaftler und Künstler vergeben, die das 40. Lebensjahr noch nicht überschritten haben. Der Theodor-Körner-Fonds wurde 1953 anlässlich des 80. Geburtstages des österreichischen Bundespräsidenten Theodor Körner gegründet. „Damit sollten insbesondere Nachwuchsforscher:innen und –künstler:innen gefördert werden, die aus Arbeiterfamilien stammten und sich deshalb im Bildungssystem vor besondere finanzielle Herausforderung gestellt sahen. Die Verleihung der Preise erfolgt im Rahmen einer Feierlichkeit im Bildungszentrum der Arbeiterkammer Wien, traditionell werden die Preise durch Kuratoriumspräsident:in und Bundespräsident:in überreicht.“
Der Fonds hat seinen Sitz an der Arbeiterkammer Wien, als Geschäftsstelle fungiert das Institut für Historische Sozialforschung (IHSF). Vorsitzender des wissenschaftlichen Beirates des Theodor-Körner-Fonds war mehr als 18 Jahre Oliver Rathkolb, 2020 folgte ihm Barbara Prainsack in dieser Funktion nach.

## Preisträger

### 1954–1959
- 1954: Wilhelm Holzbauer, Architekt; Armin Kaufmann, Komponist
- 1955: Gottfried von Einem, Komponist
- 1956: Marlen Haushofer, Schriftstellerin; Franz Austeda Philosoph und Pädagoge
- 1957: Friedrich Achleitner, Architekt und Schriftsteller; Hans Günther Mukarovsky, Afrikanist
- 1958: Ernst Waldinger, Lyriker und Essayist; Roman Rosdolsky, Historiker
- 1959: Heinrich Gross, Gehirnforscher Anm.
- 1959: Thomas Schönfeld, Strahlenchemiker
- 1959: Walter Salzmann, Bildhauer

Anm. Der Theodor-Körner-Fonds veröffentlichte später eine kritische Stellungnahme zur Preisvergabe an Gross, dessen wissenschaftliche Karriere zum Teil auf Präparaten aufbaute, die er im Rahmen von Euthanasie-Tötungen gewonnen hatte.

### 1960–1969
- 1960: Karl Hermann Spitzy, Erfinder von „Penicillin V“; Karl Schiske, Komponist; Kurt Ohnsorg, Keramiker
- 1961: Lore Kutschera, Botanikerin; Fritz Skorzeny, Komponist und Musikkritiker
- 1962: Rupert Falkner, Architekt, Neue Wohn- und Siedlungsformen; Rudi Wach, Bildhauer; Walter Buchebner, Schriftsteller
- 1963: Alfred Wopmann, Regisseur; Friederike Mayröcker, Schriftstellerin
- 1964: Alfred Doppler, Literaturwissenschafter; Lorenz Mack, Schriftsteller
- 1965: Adolf Frohner, Bildhauer; Fritz Fischer, Maler; Peter Herz, Schriftsteller; Raoul Kneucker, Rechtswissenschafter; Horst Wünsch, Rechtswissenschafter
- 1966: Paul Kruntorad; Reiner Schiestl; Werner Schneyder, Kabarettist; Harald Schweiger; Raoul Kneucker, Rechtswissenschafter
- 1967: Dieter Bös, Jurist und Wirtschaftswissenschaftler
- 1968: Wendelin Schmidt-Dengler, Germanist; Elisabeth Lichtenberger, Geografin; Günther Hödl, Historiker
- 1969: Helmuth Gsöllpointner, Plastiker, Objektkünstler und Designer; Karl Jordak, Bibliothekar

### 1970–1979
- 1970: Walter Wippersberg, Schriftsteller; Anton Schwob, Germanist; Heinz Falk, Chemiker; Willi Butollo, Psychologe, Eduard Angeli; Maler, Erich Eder; Komponist
- 1971: Peter Schuster, Chemiker; Hans Peter Sagmüller, Künstler[4]; Manfred Wagner Kulturwissenschaftler
- 1972: Johannes Wanke, Maler, Helmut Korherr Schriftsteller
- 1973: Friedrich Gottas, Historiker
- 1974: Johann Götschl, Philosoph und Wissenschaftstheoretiker; Erich Hable, Lehrer und Ornithologe; Heinz Kruschel, Schriftsteller; Gottfried Helnwein, Maler; Herwig Bangert, Physiker (Optische Eigenschaften Dünner Schichten); Ruth Wodak, Linguistin; Franz Zadrazil, Maler; Helmut Zenker, Schriftsteller; Bernhard Heisig, Maler
- 1975: Helmut Konrad, Geschichtswissenschaftler; Franz Haderer, Schriftsteller
- 1976: Waltraut Cooper, Künstlerin; Max Gangl, Bildhauer; Georg Kövary, Schriftsteller; Hans Trummer, Schriftsteller
- 1977: Ernst Hanisch, Historiker; Reinhard Wegerth, Schriftsteller; Liselotte Buchenauer, Bergschriftstellerin, Erich Eder; Komponist
- 1978: Peter Csendes, Historiker;[5] Gerald Grassl, Schriftsteller; Werner Schulze, Komponist; Elfriede Gerstl, Schriftstellerin; Peter Ponger, Komponist; Peter Huemer, Bildender Künstler
- 1979: Klara Köttner-Benigni, Schriftstellerin; Georg Biron, Schriftsteller; Manfred Buchroithner, Kartograf; Gerhard Häupler, Bildender Künstler; Inge Dick, Malerin; Günther Sperk, Pharmakologe

### 1980–1989
- 1980: Erna Frank, Bildhauerin; Josef Haslinger, Schriftsteller; Gerhard Gutruf, Maler; Marianne Popp, Biologin und Biochemikerin[6]
- 1981: Gerald Jatzek, Schriftsteller; Adolf Opel, Kulturpublizist; Hubert Christian Ehalt, Historiker und Anthropologe; Ilse Brem, Schriftstellerin
- 1982: Laszlo Prihoda, Bildhauer; Max Gangl; Erich Peter Klement; Hubert Sielecki, Filmemacher; Elfriede Czurda, Schriftstellerin; Elisabeth Vavra, Historikerin; Elisabeth Wäger-Häusle, Schriftstellerin/Dramaturgin
- 1983: Erich Novoszel, Maler; Willy Puchner, Fotograf; Bernhard Gamsjäger, Historiker
- 1984: Margarete Maurer, Naturwissenschaftlerin und Philosophin; Renée Schroeder, Mikrobiologin und Genetikerin; Christian Ofenbauer, Komponist
- 1985: Magda Csutak, bildender Künstler; Alfred Graf, Maler; Wolfgang Neuber, Germanist; Hansjörg Zauner künstlerischer Fotograph
- 1986: Barbara Neuwirth, Schriftstellerin; Michael Seeber, Autor; Veit Schiffmann, Maler; Christoph E. Exler, bildender Künstler; Helmut Machhammer, Bildhauer
- 1987: Hortensia Fussy, Bildhauerin; Irena Habalik, Schriftsteller; Hermann Sulzberger, Komponist
- 1988: Willy Puchner, Historiker
- 1989: Andreas Renoldner, Schriftsteller; Tobias Kammerer, Maler und Bildhauer

### 1990–1999
- 1990: Ludwig Laher, Schriftsteller; Mike Markart, Schriftsteller,
- 1991: Elfriede Baumgartner, Bildhauerin; Sabine Scholl, Schriftstellerin
- 1992: Magdalena Sadlon, Schriftstellerin; Herbert J. Wimmer, Schriftsteller
- 1993: Karl Novak, Bildhauer; Bernhard Hubmann, Geologe
- 1994: Hannes Raffaseder, Komponist, Streichquartett; Judith Gruber (= Judith Gruber-Rizy), Schriftstellerin; Michael Ritter, Literaturwissenschaftler; Helmut Rizy, Schriftsteller; Werner Raffetseder, Fotograf, Multimediakünstler; Ilse Brem, Schriftstellerin; Thomas Herwig Schuler, Komponist; Christian Heindl, Musikwissenschaftler
- 1995: Wolfgang Marx, Maler; Ernst Zdrahal, Bildender Künstler; Roland Summer, Keramiker, Brigitte Pixner Schriftstellerin
- 1996: Clemens Frischenschlager, Maler; Reinhard Müller, Soziologe
- 1997: Alfred Haberpointner, Bildhauer; Klaus Stattmann, Architekt; Gabriela Medvedova, Künstlerin; Bernd R. Deutsch, Komponist; Gerhard Präsent, KomponistMichael Ritter
- 1998: Rose Breuss, Choreographin, Astrid Dummer, Wurzeln und Flügel-Prosa, Doris Eibl, Literaturwissenschaftlerin, Heimo Halbrainer, Historiker, Erika Seywald, Malerin, Richard Graf, Komponist.
- 1999: Erich Eder, Zoologe, Klaus Atzwanger, Anthropologe, Christian Minkowitsch, Komponist, Johannes Feichtinger, Historiker, Ilija Dürhammer, Kulturhistoriker, Bernd Hufnagl, Hirnforscher, Petra Sela, Schriftstellerin und Kulturmanagerin

### 2000–2009
- 2000: Michael Hedwig, Künstler; David Babcock, Komponist; Wolfgang Fritz Schriftsteller; Michael Thöndl Politikwissenschaftler; Hisaki Hashi, Philosophin;
- 2001: Stefan Alexe, Autor; Simone Maria Berchtold; Paul Videsott; Daniel De La Cuesta, Komponist; Tibor Nemeth, Komponist; Rupert Lanzenberger[7], Hirnforscher; Gerhard Senft, Ökonom;
- 2002: Hanns Kunitzberger, Maler; Alexander C. T. Geppert, Kulturhistoriker; Chris Zintzen-Bader, Kulturhistoriker; Robert Rebitsch, Historiker; Peter Steinbacher, Zoologe; Gernot Schedlberger, Maxim Seloujanov, Komponist
- 2003: Anni Bürkl, Literatur; Johannes Kretz, Komponist; Volkmar Klien, Komponist; Mario Rosivatz, Komponist; Germán Toro Pérez, Komponist; Robert Wildling Komponist; Walter Körte, Komponist; Dino Residbegovic[8], Komponist; Thomas Mölg, Klimatologe, Klimaveränderung in den Tropen; Peter Ladurner, Zoologe, Stammzellen bei niederen wirbellosen Tieren; Martin Weichbold, Kultursoziologe, Touchscreenbefragungen – eine neue Art sozialwissenschaftlicher Datenerhebung; Juan Manuel Abras, Komponist, Symphonisches Werk; Jürgen Lackner, Materialwissenschaftler
- 2004: Karin Sulimma, Künstlerin
- 2005: Alexandra Karastoyanova-Hermentin, Komponistin; Michael Schneider, Künstler; Fabian Vogler, Bildhauer
- 2006: Literatur: Valerie Springer, Schriftstellerin; Paul Mayrhofer, Werkstoffwissenschaftler
- 2007: 45 Preisträger[9], darunter Juraj Gregan, Genetiker; Ute Rakob, Malerin; Marios Joannou Elia, Komponist
- 2008: 59 Preisträger, darunter Martin Kurt Treml, Wirtschaftswissenschafter; Alexander J. Eberhard, Komponist; Bernhard Gander, Komponist; Norbert Sterk, Komponist; Christian Stiegler, Literatur- und Medienwissenschaftler, Sonja Strohmer, Wirtschaftssoziologin und Cornelia Travnicek, Nachwuchsschriftstellerin;...
- 2009: 49 Preisträger, darunter Matzer Ulrike, Kulturwissenschaftlerin; Pflug Marcel, Ökonom & Politologe; Emmanuelle Charpentier Naturwissenschaftlerin; Scheidl Christian, Naturwissenschaftler; Rier Klaus, Rechtswissenschaftler; Babiychuk Anatoliy Künstler; Niklas Hermann, Literat; Skweres Tomasz, Komponist...

### 2010–2019
2010
- Theodor-Körner-Preis für Wissenschaft
  - Geistes- und Kulturwissenschaften: Jonathan Brandani, Beatrix Cárdenas Tarrillo, Thomas Dostal, Lara Fritz, Edgar Huber, Martin Lang, David Mayer, Christian Neuhuber, Alexander Pinwinkler, Mathias Thaler, Birgit Tremml.
  - Medizin, Naturwissenschaft und Technik: Andreas Bergthaler, Coralie Bertheau, Thomas Dejaco, Teresa Haidinger, Jürgen Hauer, Daniela Heffeter, Tobias Klatte, Ivo Nischang, Thomas Pletschko, Ulrich Rabl, Dolores Wolfram-Raunicher.
  - Rechts-, Sozial- und Wirtschaftswissenschaften: Florencia Benitez-Schaefer, Thomas Müller, Stefan Petrikovics, Roman Pfefferle, Nicole Promper, Karin Schwarz, Ulrike Waginger, Bernhard Weicht, Martin C. Wittmann, Monika Maria Wurzer, Dina Yanni.
- Theodor-Körner-Preis für Kunst
  - Bildende Kunst und Kunstfotografie: Iris Aue, Peter Fritzenwallner, Katrin Huber und Maria Juen, Heidrun Kocher-Kocher, Ulrike Königshofer, Anja Manfredi, Kay Walkowiak.
  - Literatur: Annett Krendlesberger.
  - Musik und Komposition: Christoph Breidler, Thomas Grill, Mirela Kranebitter-Ivicevic, Wen Liu, Jaime Wolfson.
- Preise der Stadt Wien: Christoph Aistleitner, Beatrix Zobl und Wolfgang Schneider (BKS), Monika Sommer.[10]

2011
- Theodor-Körner-Preis für Wissenschaft
  - Geistes- und Kulturwissenschaften: Vera Sophie Ahamer, Christine Czinglar, Daniela Finzi, Eva Frantz, Gregor Gatscher-Riedl, Klemens Kaps, Stephan Kurz, Edith Lanser, Adrianna Miara, Helga Müllneritsch, Gilles Reckinger, Marie Rodet, Michaela Schirnhofer, Max Söllner, Marie-Luise Volgger, Elisabeth Westphal.
  - Medizin, Naturwissenschaft und Technik: Andreas Birbach, Michaela De Martino, Monika Edelbauer, Thomas Frieß, Maria Isabel Glogar, David Holec, Ingrid Holzinger, Nina Jährling, Stephan Koblmüller, Rosana Maria Kral, Hannes Mikula, Georg Steinhauser, Eva Ursprung.
  - Rechts-, Sozial- und Wirtschaftswissenschaften: Susanne Augenhofer, Christian Dayé, Martin Halla, Irene Messinger, Matthias Petutschnig, Michaela Schösser, Ulrike Vent, Clemens Wieser, Martina Zweimüller.
- Theodor-Körner-Preis für Kunst
  - Bildende Kunst und Kunstfotografie: Ruth Anderwald, Florian Hafele.
  - Literatur: Yvonne Giedenbacher, Erika Kronabitter.
  - Musik und Komposition: Sebastian Bahr, Bernd Richard Deutsch, Manuela Kerer, Jörg Ulrich Krah, Grzegorz Pieniek, Piotr Skweres.
- Preise der Stadt Wien: Margareta Ferek-Petric, Vea Kaiser, Angelique Leszczawski-Schwerk.[11]

2012
- Theodor-Körner-Preis für Wissenschaft
  - Geistes- und Kulturwissenschaften: Verena Blaschitz, Rosemarie Burgstaller, Melanie Glantschnig, Judith Goetz, Andrea Korenjak, Julia Küllinger, Petra Machold, Lucia Schöllhuber, Anja Thaller, Irina Vana, Georg Winder.
  - Medizin, Naturwissenschaft und Technik: Emir Hadzijusufovic, Josef Harl, Andreas Heindl, Judith Leitner, Svea Mayer, Christoph Metzner, Manfred Nairz, Daniela Pfabigan, Florian Schmitzberger, Ian Teasdale, Liesa Weiler, Rebeka Zsoldos.
  - Rechts-, Sozial- und Wirtschaftswissenschaften: Markus Beham, Karin Bruckmüller, Sandra Brunnegger, Helene Feichter, Florian J. Huber, Philipp Korom, Veronika Krysl, Stefan Laube, Roland Pichler.
- Theodor-Körner-Preis für Kunst
  - Bildende Kunst und Kunstfotografie: Sophie Dvořák, Thomas Hörl, Maureen Kaegi, Ina Loitzl, Alice Musiol, Georg Petermichl, Roswitha Weingrill.
  - Literatur: Andrea Stift.
  - Musik und Komposition: Alejandro del Valle-Lattanzio, Hannes Dufek, Samuel Gryllus, Daniel Oliver Moser, Amir Safari.
- Preise der Stadt Wien: Olivier Hölzl, Max Höfler, Marina Rauchenbacher, Philipp Blom, Eva-Maria Orosz, Wolfgang Kos.[12]

2013
- Theodor-Körner-Preis für Wissenschaft
  - Geistes- und Kulturwissenschaften: Verena Bauer, Rolf Bauer, Alexia Bumbaris, Michael Egger, Veronika Gruendhammer, Adelheid Heftberger, Michaela Maria Hintermayr, Eva Klein, Sandra Lehmann, Dayana Parvanova, Julia Proell, Lidija Rasl, Klaidija Sabo, Marion Wittfeld
  - Medizin, Naturwissenschaft und Technik: Martin Bodner, Norber Cyran, Alba Hykollari, Florian Kiefer
  - Rechts-, Sozial- und Wirtschaftswissenschaften: Philip Aumüllner, Manuela Kohl, Marcel Leuschner, Johanna Muckenhuber, Elena Samarsky, Anna Schreuer, Daniela Wagner
- Theodor-Körner-Preis für Kunst
  - Bildende Kunst und Kunstfotografie: Denise Ackerl, Bernhard Hetzenauer, Katrin Hornek, Linus Riepler, Jakob Schieche
  - Literatur: Elke Laznia, Eva Schörkhuber, Philipp Weiss
  - Musik und Komposition: Morgana Petrik, Sonja Huber, Michael Wahlmüller
- Wiener Preise: Alfredo Barsuglia, Renée Winter, Clemens Gütl, Christian Liebl[13]

2014
- Theodor-Körner-Preis für Wissenschaft
  - Geistes- und Kulturwissenschaften: Lucile Dreidemy, Hans-Ulrich Lempert, Christina Linsboth, Verena Lorber, Johanna Öttl, Elisabeth Thoß
  - Medizin, Naturwissenschaft und Technik: Barbara Beikircher, Karin Föttinger, Edit Porpaczy, Stefan Prost, Romana Schirhagl
  - Rechts-, Sozial- und Wirtschaftswissenschaften: Stefan Angel, Magdalena Atzl, Dominik Fröhlich, Claudia Kathan, Sabine Wandl
- Theodor-Körner-Preis für Kunst
  - Bildende Kunst und Kunstfotografie: Bernadette Anzengruber, Irena Eden, Peter Jellitsch, Corina Vetsch
  - Literatur: Ines Birkhan, Florian Gantner
  - Musik und Komposition: Julian Gamisch, Irene Kepl, Ralph Schutti[14]

2015
- Theodor-Körner-Preis für Wissenschaft
  - Geistes- und Kulturwissenschaften: Perry Baumgartinger-Seiringer, Theresa Zifko, Linda Erker, Sonja Hinsch
  - Medizin, Naturwissenschaft und Technik: Josa Frischer, Tobias Pfingstl, Bernd Resch
  - Rechts-, Sozial- und Wirtschaftswissenschaften: Andrea Kretschmann, Barbara Litsauer, Iris Murer, Philip Rathgeb
- Theodor-Körner-Preis für Kunst
  - Bildende Kunst und Kunstfotografie: Eva Egermann, Lucas Norer, Sara Ostertag, Fabian Patzak
  - Literatur: Irene Diwiak, Margarita Kinstner
  - Musik und Komposition: Yu-Chun Huang, Jean-Baptiste Marchand[15]

2016
- Theodor-Körner-Preis für Wissenschaft
  - Laura Wiesböck, Julia Hofmann, Felix Kernbichler, Clemens Özelt, Verena Finkenstedt
  - Medizin, Naturwissenschaft und Technik: Lucia Beer, Cosima Prahm, Sandra Aurenhammer, Krzysztof Chylinski
- Theodor-Körner-Preis für Kunst
  - Bildende Kunst und Kunstfotografie: Daniel Hafner, Franzis Kabisch, Belinda Kazeem-Kamiński, Nils Olger
  - Literatur: Birgit Birnbacher, Nadine Kegele
  - Musik und Komposition: Maria Gstättner, Thomas Wally[16]

2017
- Theodor-Körner-Preis für Wissenschaft
  - Susanne Mayer, Thomas Klein, Corinna Gerard-Wenzel, Roman Birke, Veronika Helfert, Linda Jakubowicz, Carina Altreiter, Christoph Rameshan, Philipp Resl, Thomas Schachinger, Victor Weiss[17]
- Theodor-Körner-Preis für Kunst
  - Anna Baar, Schriftstellerin; Bernd Schuchter, Schriftsteller und Verleger[17]

2018
- Theodor-Körner-Preis für Wissenschaft
  - Raimund Haindorfer, Niklas Rafetseder[18], Petra Erdely, Christoph Hahn, Andreas Rudisch, Ana Weidenauer, Christa Pail, Margarethe Maierhofer-Lischka, Hannah Tischmann[19]
- Theodor-Körner-Preis für Kunst
  - Astrid Schwarz, Iris Dittler, Veronika Eberhart, Christiana Perschon, Johannes Gierlinger, Miriam H. Auer, Cornelia Hülmbauer[19]

2019
- Theodor-Körner-Preis für Kunst
  - Raphaela Edelbauer,[20] Catrin Bolt, Veronika Burger, Florian Rainer, Stefanie Schwarzwimmer, Thomas Amann, Andrea Drumbl, Otto Wanke
- Theodor-Körner-Preis für Wissenschaft
  - Attila Kiss,[21] Sarah Nimführ, Markus Wurzer, Matthias Mansky, Danny Müller, Petra Sumasgutner, Dominik Geringer, Michael Trinko, Anton Pichler, Kilian Rieder

### Seit 2020
2020
- Theodor-Körner-Preis für Wissenschaft
  - Bernadette Edtmaier, Tim Rütten, Michael Adelsberger, Sandra Ebner, Stefan Kronister, Julian Maier, Martin Schletterer, Maria Sagmeister, Jörg Paetzold, Martina Schorn
- Theodor-Körner-Preis für Kunst
  - Laura Nitsch, Esther Strauß, Vildan Turalić, Norbert Kröll, Lukas Schmutzer, Aleksandra Bajde

2021
- Theodor-Körner-Preis für Wissenschaft
  - Cornelia Dlabaja, Lukas Meissel, Greca Nathascia Meloni, Nicole Sommer, Dennis Svatunek, Stefan Heiss, Fabian Kalleitner
- Theodor-Körner-Preis für Kunst
  - Daniel Fill, Julia Gaisbacher, Stephanie Rizaj, Sandro Huber, Lisa Viktoria Niederberger, Sehyung Kim, Friedrich Erhart

2022
- Theodor-Körner-Preis für Wissenschaft
  - Clemens Ableidinger, Julia Gspandl, Nora Maria Lehner, Katharina-Maria Schön, Farokh Mivehvar, Larissa Traxler, Felicia Kain, Marina Murko, Magdalena Eitenberger, Clara Holzinger
- Theodor-Körner-Preis für Kunst
  - Raffaela Bielesch, Johanna Binder, Heti Prack, Kilian Immervoll, Pia Mayrwöger, Christiane Peschek, Eva Lugbauer, Elena Messner, Zarah Weiss, Alessandro Baticci, Katharina Roth

2023 (Quelle:)
- Theodor-Körner-Preis für Wissenschaft
  - Lisa Hoppel, Catherine Raya Polishchuk, Hannah Quinz, Beatrice Anna Brugger, Lea Kum, Lorenz Dopplinger, Pia Heckl
- Theodor-Körner-Preis für Kunst
  - Diana Barbosa Gil, Vik Bayer, Rebecca Merlic, Paul Ferstl, Ursula Knoll, Paola Lopez, Tanja Elisa Glinsner, Christof Ressi
- Stiftungspreise im Rahmen des Theodor Körner Fonds
  - Miriam Gassner, Christopher Mann, Philipp Preinstorfer
- Herbert Tumpel-Preis
  - Flora Petrik

2024 (Quelle:)
- Theodor-Körner-Preis für Wissenschaft 
  - Yuki Murata,  Muriel Razavi,  Marlis Stubenvoll,  Manuel Längle,  Magdalena Lerch,  Stella Oswald,  Leon Seller,  Anna Matzner
- Theodor-Körner-Preis für Kunst 
  - Martina Lajczak,  Nora Severios,  Julija Zaharijević,  Katharina Klein,  Lisa Mundt,  Anna Maria Stadler, Alexander Bauer,  Lorenzo Troiani
- Stiftungspreise im Rahmen des Theodor Körner Fonds
  - Christina Siegert,  David Smrček,  Hannah Todt,  Sophie Richter

## Ohne Jahresangabe
Weitere bekannte Preisträger: Christian Ludwig Attersee, Maler; Christine Busta, Schriftstellerin; Janko Ferk, Schriftsteller und Rechtsphilosoph; Petra Ganglbauer, Schriftstellerin; Erika Kronabitter, Schriftstellerin; Jörg Mauthe, Schriftsteller; Friedrich Cerha, Komponist; Rupert Riedl, Zoologe; Antal Festetics, Zoologe; Hans Strotzka, Psychoanalytiker; Helmut Zilk, Journalist und späterer Wiener Bürgermeister; Heinz Rudolf Unger, Schriftsteller; Othmar Franz Lang, Kinderbuchautor; Paul Angerer, Dirigent; Franz Sales Sklenitzka, Kinderbuchautor; Johann Karl Steiner, Komponist; Dine Petrik, Schriftstellerin; Fridolin Dallinger, Komponist; Helmut Pacholik, Schriftsteller; Ernst Doblhofer, klassischer Philologe; Elisabeth Ebenberger, Schriftstellerin (1998 oder 1999).